# Clown and Policeman
Clown and Policeman è un cortometraggio muto del 1900 diretto e interpretato da Cecil M. Hepworth.

## Trama
Un agente fatto a pezzi viene gonfiato e rimesso a posto da un clown.

## Produzione
Il film fu prodotto dalla Hepworth.

## Distribuzione
Distribuito dalla Hepworth, il film - un cortometraggio della lunghezza di trenta metri- uscì nelle sale cinematografiche britanniche nel luglio 1900.
Non si hanno altre notizie del film che si ritiene perduto, forse distrutto nel 1924 quando il produttore Cecil M. Hepworth, ormai fallito, cercò di recuperare l'argento del nitrato fondendo le pellicole.